# Шпанхаренштете
Шпанхаренштете (њем. Spahnharrenstätte) општина је у њемачкој савезној држави Доња Саксонија. Једно је од 60 општинских средишта округа Емсланд. Према процјени из 2010. у општини је живјело 1.408 становника. Посједује регионалну шифру (AGS) 3454048.

## Географски и демографски подаци
Шпанхаренштете се налази у савезној држави Доња Саксонија у округу Емсланд. Општина се налази на надморској висини од 36 метара. Површина општине износи 36,1 km². У самом мјесту је, према процјени из 2010. године, живјело 1.408 становника. Просјечна густина становништва износи 39 становника/km².

## Међународна сарадња
| Мјесто  | Држава    | Врста сарадње | Од    |
| ------- | --------- | ------------- | ----- |
| Норг    | Холандија | партнерство   | 1986. |
| Бургајс | Италија   | контакт       | 2000. |
| Извор   |           |               |       |